# Цвенкау
Цвенкау (нім. Zwenkau) — місто в Німеччині, розташоване в землі Саксонія. Входить до складу району Лейпциг.
Площа — 46,21 км2. Населення становить 9273 ос. (станом на 31 грудня 2020).

## Демографія
| Рік       | 1871 | 1890 | 1910 | 1925 | 1939 | 1946  | 1964 | 1990 | 2000 | 2007 |
| Мешканців | 3058 | 3628 | 4661 | 5283 | 9513 | 11821 | 9800 | 7351 | 8932 | 8859 |